# 아니룻다
아니룻다(산스크리트어: अनिरुद्ध)는 힌두 신화의 인물로, 프라듐나와 루크마바티의 아들이자 크리슈나와 루크미니의 손자이다. 그는 할아버지와 매우 닮았다고 전해지며, 일부에서는 비슈누의 화신인 자나 아바타라로 여겨지기도 한다. 그는 차투르-비우하, 즉 네 명의 브리슈니 영웅들 중 한 명이다.

## 초기 생애

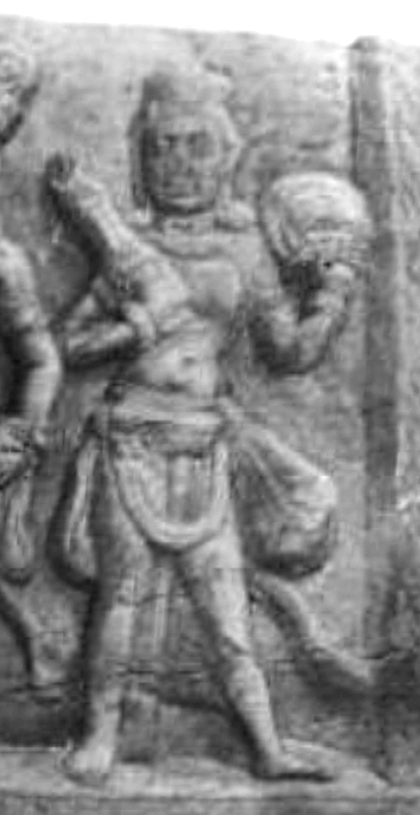
4세기 콘다모투 브리슈니 영웅 부조에서 칼과 방패를 든 아니룻다.

아니룻다는 프라듐나와 루크마바티 사이에서 태어났다. 그는 크리슈나와 루크미니의 손자였다. 그의 어머니 루크마바티는 비다르바의 왕 루크미의 딸이었다. 그는 또한 그의 왕조에서 몇 안 되는 마하라티(엄청나게 강한 전사) 중 한 명이었다. 그의 초기 생애와 첫 번째 아내 로차나와의 결혼은 바가바타 푸라나, 칸토 10, 챕터 61에 묘사되어 있다.

## 결혼

### 로차나와의 결혼
아니룻다와 로차나의 결혼은 바가바타 푸라나 제10권 제61장에 묘사되어 있다. 그의 누이 루크미니의 부탁으로 루크미는 크리슈나에게 아니룻다가 로차나와 결혼하도록 요청했다. 결혼식 후, 루크미는 주사위 놀이에서 발라라마를 속이고 그의 야다바 혈통을 모욕한 후 발라라마에게 살해당했다.

### 대전과 우샤와의 결혼

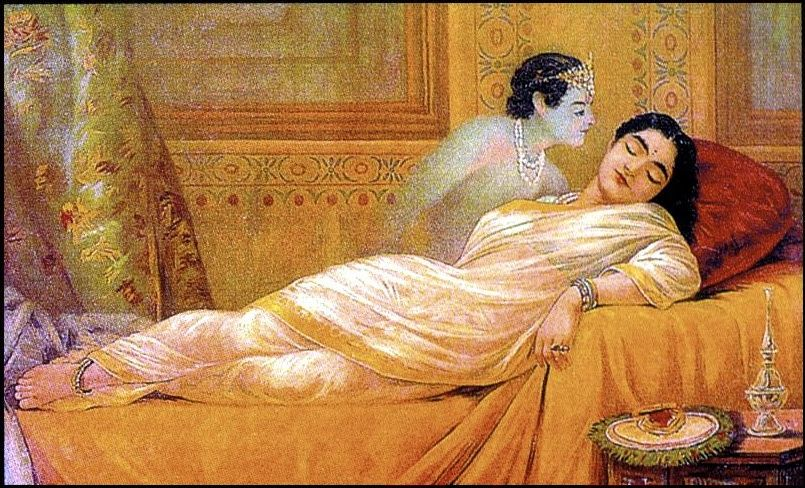
라자 라비 바르마가 그린 아니룻다를 꿈꾸는 우샤

스리마드 바가바탐에 따르면, 바나수라(바나라고도 불림)의 딸이자 다이티야 공주인 우샤는 꿈에서 아니룻다를 보고 그와 사랑을 나눈 후 그와 사랑에 빠졌다.
소니타푸라 시에서 그의 왕국을 다스리던 바나수라는 발리의 아들이자 프랄라다의 증손자였다. 바나수라는 시바의 위대한 신도였으며, 신으로부터 받은 축복으로 1000개의 팔을 얻었다. 그의 능력에 취해 그는 시바에게 자신이 시바와 동등하며 코끼리와 싸우려 했으나 그 동물들이 자신을 두려워했다고 말했다. 시바는 그의 말에 격분하여 다음과 같이 말했다. '오 어리석은 자여, 너의 깃발은 너와 같은 자와 싸워 자존심이 꺾일 때 부러질 것이다.'
우샤의 꿈에 대한 예술적 묘사에 따르면, 그녀의 친구인 치트라레카(산스크리트어로 예술가)는 그녀의 특별한 능력을 사용하여 많은 브리슈니 영웅들의 그림을 그렸다. 우샤는 그들 모두 중에서 아니룻다의 그림을 알아보았다. 치트라레카는 그녀의 요가 능력과 애니마 싯디로 아니루다를 인형 크기로 줄여 우샤의 궁전으로 데려왔다. 그녀는 그를 숭배하고 값비싼 의복, 화환, 향수, 등불, 음료, 요리, 그리고 말로 그를 꾸며주었다. 그와 함께 순결의 맹세를 깨고, 그녀는 그를 처녀 방에 숨겼고, 연인들은 날짜를 잊었다. 딸의 활동에 대한 소식을 들은 바나수라는 그녀의 방으로 달려가 그녀가 인형 크기의 아니루다와 주사위를 던지고 있는 것을 발견했다. 왕자가 경비병을 물리쳤음에도 불구하고, 바나수라는 아니룻다의 줄어든 상태 때문에 바루나의 신비한 밧줄로 그를 제압했다. 우샤는 이 사건으로 인해 슬픔에 잠겼다. 아니룻다는 한 달 동안 바나수라에게 붙잡혀 있었고, 그 동안 나라다가 드바라카의 야두스에게 이 사실을 알려주었고, 그들은 아니룻다를 찾고 있었다.
야두군의 군대는 대전에서 바나수라를 공격했다. 야두 왕자들과 그들의 군대가 12개의 악샤우히니로 그의 왕국을 완전히 포위하자, 바나수라는 맹렬한 반격을 감행했다. 전쟁 중에 시바는 그의 숭배자인 바나수라를 보호하기 위해 난디를 타고 전장에 나타났다. 발라라마는 바나수라의 사령관과 싸웠고, 삼바는 바나수라의 아들과 싸웠다. 이를 목격하기 위해 브라흐마가 이끄는 신들의 지도자들과 현자들, 완성된 영혼들, 존경받는 인물들, 천상의 가수들과 압사라, 그리고 야크시니들이 그들의 천상의 탈것을 타고 왔다. 크리슈나와 시바는 서로 마주했다. 크리슈나는 시바의 브라흐마스트라에 대항하여 브라흐마스트라를 사용했고, 바람 무기에 대항하여 산 무기를, 불 무기에 대항하여 비 무기를, 시바의 파슈파타스트라에 대항하여 나라야나스트라를 사용했다. 사티야키와 결투한 후, 바나는 크리슈나에 대항하여 무기를 들었다. 그러나 크리슈나가 소라껍데기를 불자 즉시 바나수라의 전차병이 죽고 그의 전차는 부서지고 산산조각났다.
바나수라를 구하기 위한 필사적인 시도로, 그의 어머니 코타라는 머리를 풀어헤친 채 크리슈나 앞에 벌거벗고 섰다. 신이 외면하자 아수라는 도시로 도망쳤다. 시바의 군대가 패배하자, 세 개의 머리와 세 개의 발을 가진 시바의 열의 화신인 즈바라가 타오르는 열기로 크리슈나를 공격했다. 크리슈나는 그의 차가운 즈바라를 만들어냈고, 둘은 서로 싸웠다. 비슈누의 열에 압도된 시바의 즈바라는 크리슈나에게 항복하고 경배를 표하며 떠났다.
그 동안 발라라마는 바나수라의 사령관을 물리쳤다. 바나는 전차를 타고 크리슈나와 싸우러 나섰고, 그는 수다르샤나차크라로 맞섰다. 크리슈나가 바나수라의 팔을 자르기 시작하자, 시바는 정신을 차리고 크리슈나의 영광을 찬양하며, 자신이 두려움을 없애준 바나수라를 죽이지 말라고 간청했다. 크리슈나는 바나수라가 발리의 아들이자 경건한 프라흘라다의 손자이기 때문에 그를 죽일 의도가 없었다고 응답하며 그에게 순종했다. 비슈누는 발리에게 그의 가족 중 누구도 죽이지 않겠다고 약속했으므로, 그를 죽이지 않을 것이었다. 그러나 크리슈나는 바나수라의 자만심을 파괴하기 위해 그의 추가 팔들을 잘라냈고, 바나수라에게는 네 개의 팔만 남았다.
바나수라는 자신의 실수를 깨닫고 크리슈나 앞에 고개를 숙이며, 드바라카에서 그들의 결혼식을 위해 아니룻다와 우샤를 태울 전차를 마련했다.

## 자녀
바즈라는 아니룻다와 그의 두 번째 아내 우샤의 맏아들이었다. 그는 간다리의 저주로 인한 폭력적인 재앙 이후 야두 왕조의 유일한 생존자였다. 바즈라는 야다바 동족살해 직전 판다바들의 유배 이후 크리슈나의 요청에 따라 판다바들에 의해 인드라프라스타의 왕으로 즉위했다. 아니루다는 로차나에게서 므리가케타나라는 또 다른 아들을 두었다.

## 멧돼지 모습

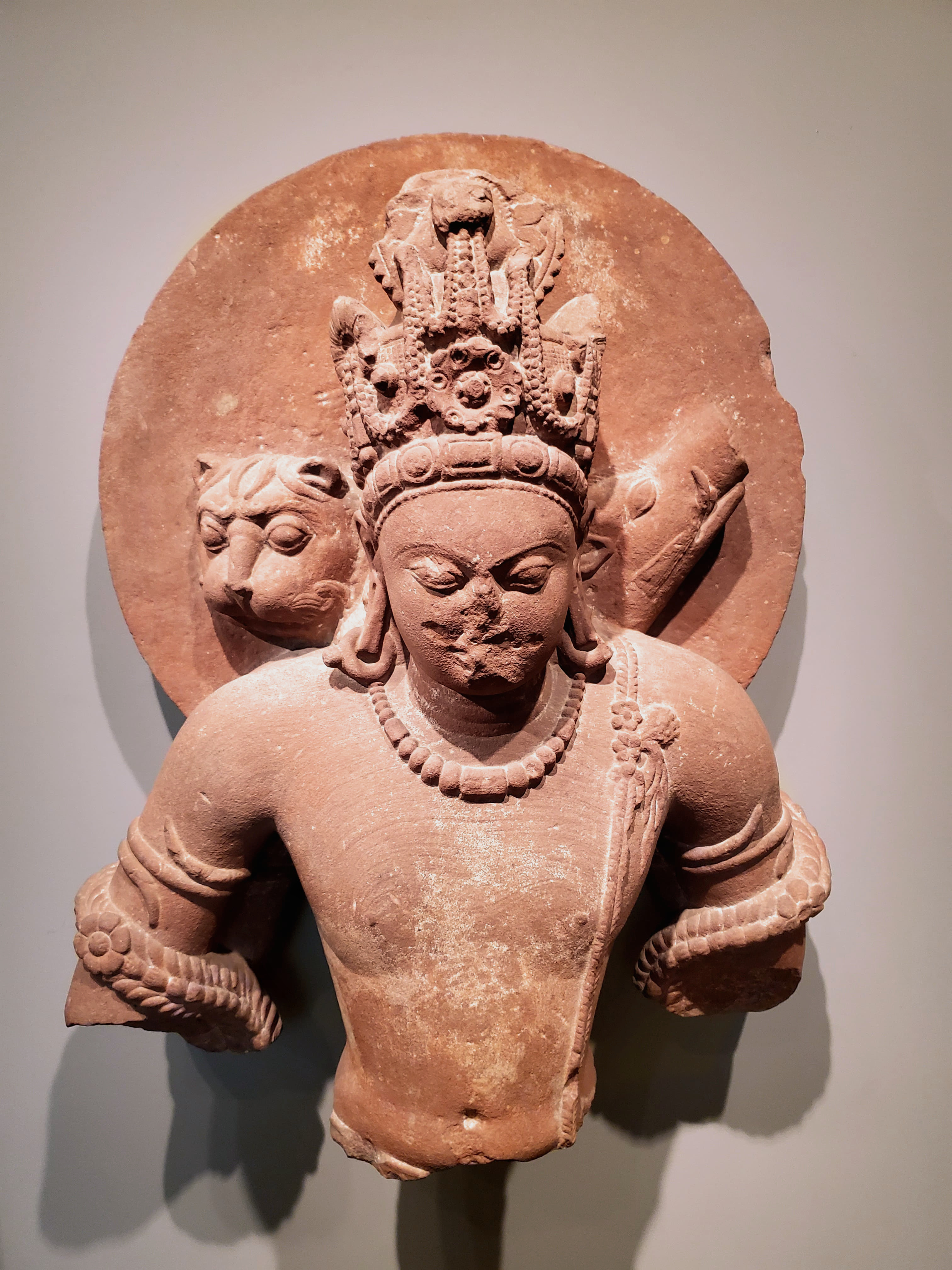
아니룻다는 멧돼지, 상카르샤나는 사자 모습으로 나타난다. 비슈누가 그의 세 가지 주요 발산을 보여주는 이 바이쿤타 차투르무르티 조각상, 5세기 중반. 보스턴 미술관.

비슈누파에서 아니룻다는 멧돼지, 즉 그의 수형 모습인 바라하와 연관되어 있다. 아니룻다는 일부 차투르비유하 조각상에서 멧돼지로 나타나며, 그곳에서 그는 바수데바의 조수 역할을 하고, 바이쿤타 차투르무르티에서는 그의 멧돼지 머리가 비슈누의 머리 옆으로 튀어나온다.
아니룻다는 또한 맹렬함과 주권의 특성과도 연관되어 있다.

## 죽음
프라듐나와 아니룻다는 바즈라를 제외한 모든 야다바 왕자들이 목숨을 잃은 야다바인들 간의 취중 난투극에서 사망했다. 아르주나는 생존자들을 인드라프라스타 왕국으로 옮기고 바즈라를 왕으로 즉위시켰다.

## 문학
아니룻다와 우샤(구자라트어로 오카, 아삼어로 "우카")의 이야기는 18세기 구자라트어 아키아나인 프레마난드 바트의 오카하란에 묘사되어 있다.
베담 벤카타라야 사스트리가 쓴 1901년 텔루구어 연극 우샤 파리나얌은 우샤와의 사랑 이야기를 바탕으로 했다.
"멈출 수 없는"을 의미하는 아니룻다는 비슈누의 또 다른 이름이기도 하다.